# Nati nel 1813
| Questa pagina contiene informazioni ricavate automaticamente dalle voci biografiche con l'ausilio del template Bio e di un bot. L'aggiornamento è periodico e automatico e ricostruisce completamente la pagina. Se manca una persona in questa lista, sei pregato di non aggiungerla, ma accertati piuttosto che la sua voce biografica contenga il template Bio e che i dati anagrafici siano correttamente compilati. Se il template Bio manca, inseriscilo tu stesso o, in alternativa, metti l'avviso {{tmp\|Bio}} che ne segnala la mancanza. Se i dati riportati sono sbagliati, correggi direttamente la voce biografica; le modifiche saranno visibili in questa lista entro pochi giorni. Per chiarimenti vedi il progetto biografie. La lista contiene solo le 393 persone che sono citate nell'enciclopedia e per le quali è stato implementato correttamente il template Bio. Pagina aggiornata al 18 ago 2025. |

## Gennaio(47)
- 2 gennaio - Eliseo Sala, pittore italiano († 1879)
- 3 gennaio - Andrea Brenta, patriota e condottiero italiano († 1849)
- 3 gennaio - Lorenzo Ranco, politico italiano († 1877)
- 4 gennaio - Alexander von Bach, politico austriaco († 1893)
- 4 gennaio - Luigi Luciano Bonaparte, linguista e mineralogista francese († 1891)
- 4 gennaio - Isaac Pitman, insegnante britannico († 1897)
- 5 gennaio - Carlo Cristofori, cardinale italiano († 1891)
- 5 gennaio - Adrien de Lavalette, imprenditore francese († 1886)
- 6 gennaio - Charles Lanyon, architetto britannico († 1889)
- 6 gennaio - Paul Ludolf Melchers, cardinale e arcivescovo cattolico tedesco († 1895)
- 7 gennaio - Luigi Anelli, storico, politico e patriota italiano († 1890)
- 8 gennaio - Napoléon Louis de Méneval, militare francese († 1899)
- 9 gennaio - Henri de Cathelineau, generale francese († 1891)
- 12 gennaio - Louis-Florent Gillet, religioso belga († 1892)
- 13 gennaio - Giuseppe Barellai, patriota e medico italiano († 1884)
- 14 gennaio - Achille De Zigno, botanico, geologo e paleontologo italiano († 1892)
- 14 gennaio - Giacomo Sacchero, librettista, poeta e botanico italiano († 1875)
- 15 gennaio - Laura Solera Mantegazza, filantropa e patriota italiana († 1873)
- 15 gennaio - Alessandro Rocci, militare e politico italiano († 1861)
- 18 gennaio - Reuben Davis, politico statunitense († 1890)
- 18 gennaio - Theodor Engelbrecht, medico tedesco († 1892)
- 18 gennaio - Joseph Glidden, inventore statunitense († 1906)
- 19 gennaio - Henry Bessemer, ingegnere e inventore inglese († 1898)
- 19 gennaio - Christian Heinrich Friedrich Peters, astronomo tedesco († 1890)
- 19 gennaio - Ponziano Ponzano, scultore spagnolo († 1877)
- 19 gennaio - Costanza Troiani, religiosa italiana († 1887)
- 21 gennaio - Carlo Folino, avvocato italiano
- 21 gennaio - John Charles Frémont, generale, politico e botanico statunitense († 1890)
- 21 gennaio - Giovanni Manna, giurista e politico italiano († 1865)
- 21 gennaio - Giuseppe Montanelli, scrittore, patriota e politico italiano († 1862)
- 22 gennaio - Joseph Hyacinthe Louis Jules d'Ariès, militare francese († 1878)
- 23 gennaio - Camilla Collett, scrittrice norvegese († 1895)
- 23 gennaio - David I Dadiani, generale georgiano († 1853)
- 24 gennaio - John Shae Perring, egittologo e antropologo britannico († 1869)
- 24 gennaio - Francesco Simonetta, patriota e politico italiano († 1863)
- 24 gennaio - Augusto di Württemberg, generale prussiano († 1885)
- 25 gennaio - James Marion Sims, chirurgo statunitense († 1883)
- 26 gennaio - Juan Pablo Duarte, politico dominicano († 1876)
- 27 gennaio - Eugène Cicéri, pittore, illustratore e incisore francese († 1890)
- 27 gennaio - Johann Jakob Frey, pittore svizzero († 1865)
- 27 gennaio - Francesco Pedicini, arcivescovo cattolico italiano († 1886)
- 28 gennaio - Paolo Gorini, matematico e scienziato italiano († 1881)
- 28 gennaio - Pietro Spangaro, militare, patriota e ufficiale italiano († 1894)
- 29 gennaio - Auguste Charpentier, pittore francese († 1880)
- 29 gennaio - Pasquale Mattej, pittore, disegnatore e archeologo italiano († 1879)
- 30 gennaio - Samuel Prideaux Tregelles, teologo e filologo britannico († 1875)
- 31 gennaio - Agostino Depretis, politico italiano († 1887)

## Febbraio(28)
- 2 febbraio - Alexander August Wilhelm von Pape, generale prussiano († 1895)
- 2 febbraio - Ferdinando Ranalli, letterato, storico e critico letterario italiano († 1894)
- 3 febbraio - Rosario Currò, mercante e filantropo italiano († 1887)
- 7 febbraio - Stefano Semeria, missionario e vescovo cattolico italiano († 1868)
- 7 febbraio - Muhammad III al-Sadiq, sovrano tunisino († 1882)
- 8 febbraio - Jacob Georg Agardh, botanico e politico svedese († 1901)
- 8 febbraio - José Manuel Pareja, marinaio e militare spagnolo († 1865)
- 10 febbraio - Giovanni Battista Piatti, ingegnere italiano († 1867)
- 10 febbraio - Agnese Schebest, cantante lirica austriaca († 1869)
- 12 febbraio - James Dwight Dana, geologo, mineralogista e zoologo statunitense († 1895)
- 12 febbraio - Otto Ludwig, scrittore e drammaturgo tedesco († 1865)
- 13 febbraio - Emanuele Krakamp, compositore e flautista italiano († 1883)
- 13 febbraio - Karl Wilhelm Ludwig Müller, grecista tedesco († 1894)
- 14 febbraio - Aleksandr Sergeevič Dargomyžskij, compositore russo († 1869)
- 15 febbraio - Persida Nenadović, sovrana serba († 1873)
- 16 febbraio - Semen Stepanovyč Hulak-Artemovs'kyj, baritono, compositore e attore teatrale ucraino († 1873)
- 17 febbraio - Giovanni Battista Belletti, baritono italiano († 1890)
- 17 febbraio - Charles-Prosper Dieu, generale francese († 1860)
- 19 febbraio - Casimiro Ara, politico italiano († 1883)
- 19 febbraio - Pietro Benini, ingegnere e imprenditore italiano († 1895)
- 23 febbraio - Franz Delitzsch, insegnante, teologo e ebraista tedesco († 1890)
- 23 febbraio - Camillo Trombetta, magistrato e politico italiano († 1881)
- 26 febbraio - Gustav Adolf Bergenroth, storico tedesco († 1869)
- 26 febbraio - Joseph Franz von Colloredo-Mansfeld, militare, politico e nobile austriaco († 1895)
- 27 febbraio - Karl Hermann Bitter, politico e saggista prussiano († 1885)
- 27 febbraio - Giovanni Bernardino Pollinari, pittore italiano († 1896)
- 28 febbraio - Ignazio De Genova di Pettinengo, politico e generale italiano († 1896)
- 28 febbraio - Pomare IV, regina († 1877)

## Marzo(29)
- 1º marzo - Paolo Pellicano, presbitero e patriota italiano († 1886)
- 2 marzo - George Alexander Macfarren, compositore e insegnante inglese († 1887)
- 3 marzo - Ferdinando Beneventano del Bosco, generale italiano († 1881)
- 4 marzo - Wijnand Nuyen, pittore e incisore olandese († 1839)
- 4 marzo - Federico Rosazza, politico italiano († 1899)
- 5 marzo - Carlo Barbaroux, magistrato e politico italiano († 1886)
- 6 marzo - Luigi Ferraris, politico e avvocato italiano († 1900)
- 8 marzo - Japetus Steenstrup, zoologo danese († 1897)
- 9 marzo - Timofej Nikolaevič Granovskij, storico russo († 1855)
- 10 marzo - Ferdinando Panciatichi Ximenes d'Aragona, politico e architetto italiano († 1897)
- 11 marzo - James Anderson, pittore e fotografo britannico († 1877)
- 11 marzo - Francesco Lamperti, compositore italiano († 1892)
- 12 marzo - Carlo Porro, naturalista italiano († 1848)
- 14 marzo - Alessandro Marcello, politico italiano († 1871)
- 15 marzo - Luigi Bruzza, archeologo e epigrafista italiano († 1883)
- 15 marzo - John Snow, medico e epidemiologo britannico († 1858)
- 16 marzo - Carlo Guasco, tenore italiano († 1876)
- 16 marzo - Gaëtan de Rochebouët, politico e militare francese († 1899)
- 17 marzo - Anton Dominik von Fernkorn, scultore austriaco († 1878)
- 17 marzo - Giuseppe Mancinelli, pittore italiano († 1875)
- 18 marzo - Friedrich Hebbel, poeta e drammaturgo tedesco († 1863)
- 19 marzo - David Livingstone, medico, missionario e esploratore scozzese († 1873)
- 20 marzo - Antonio Gazzoletti, giurista e poeta italiano († 1866)
- 24 marzo - Anton Hansch, pittore austriaco († 1876)
- 29 marzo - John Letcher, politico statunitense († 1884)
- 29 marzo - Giovanni Ricci, militare e politico italiano († 1892)
- 30 marzo - Friedrich Bürklein, architetto tedesco († 1872)
- 30 marzo - Henri Espivent de la Villesboisnet, militare francese († 1908)
- 31 marzo - Félix María Zuloaga, politico e generale messicano († 1898)

## Aprile(27)
- 1º aprile - Karl Friedrich Rammelsberg, chimico e mineralogista tedesco († 1899)
- 5 aprile - Giuseppe Tirelli, prefetto e politico italiano († 1887)
- 6 aprile - Erwin von Neipperg, militare tedesco († 1897)
- 9 aprile - Alexander Heubel, pittore lettone († 1847)
- 9 aprile - Giuseppe Valerga, patriarca cattolico italiano († 1872)
- 10 aprile - Vincenz von Abele, generale austriaco († 1889)
- 11 aprile - Carl Jänisch, scacchista finlandese († 1872)
- 12 aprile - Maria d'Orléans, principessa († 1839)
- 12 aprile - Giulio Fabrizio Tomasi, nobile e astronomo italiano († 1885)
- 13 aprile - Duncan Gregory, matematico britannico († 1844)
- 14 aprile - Junius Spencer Morgan, banchiere statunitense († 1890)
- 15 aprile - Theodor Kotschy, botanico austriaco († 1866)
- 16 aprile - Pasquale Abate, patriota italiano († 1837)
- 16 aprile - Giuseppe Pestagalli, architetto italiano
- 16 aprile - Swathi Thirunal Rama Varma, principe indiano († 1846)
- 17 aprile - Fiorella Favard de l'Anglade, nobildonna e mecenate francese († 1889)
- 17 aprile - Luigi Settembrini, scrittore e patriota italiano († 1876)
- 17 aprile - Giuseppe Sirtori, generale, politico e patriota italiano († 1874)
- 18 aprile - Franz Ittenbach, pittore tedesco († 1879)
- 18 aprile - Ercole Lanza di Trabia, politico italiano († 1885)
- 22 aprile - Jørgen Moe, poeta, scrittore e vescovo luterano norvegese († 1882)
- 23 aprile - Stephen A. Douglas, politico statunitense († 1861)
- 23 aprile - Emilia Giuliani, chitarrista e compositrice italiana († 1850)
- 23 aprile - Federico Ozanam, storico e giornalista francese († 1853)
- 24 aprile - Josiah Wood Whymper, illustratore e pittore inglese († 1903)
- 27 aprile - Louis Girod de Montfalcon, politico francese († 1880)
- 29 aprile - Felice Chiò, matematico e politico italiano († 1871)

## Maggio(30)
- 4 maggio - Augusto Vera, filosofo e politico italiano († 1885)
- 5 maggio - Gaetano Ferragni, medico, chirurgo e patriota italiano († 1874)
- 5 maggio - Søren Kierkegaard, filosofo e teologo danese († 1855)
- 7 maggio - Raffaele Del Ponte, pittore, scenografo e illustratore italiano († 1872)
- 7 maggio - Richard Lumley, IX conte di Scarbrough, ufficiale irlandese († 1884)
- 8 maggio - Raffaello Raffaelli, storico italiano († 1883)
- 8 maggio - Luigi Ranco, politico italiano († 1887)
- 10 maggio - Montgomery Blair, politico statunitense († 1883)
- 10 maggio - Samuel Lancaster Gerry, pittore statunitense († 1891)
- 10 maggio - Giovanni Battista Maneschi, vescovo cattolico italiano († 1891)
- 10 maggio - Francesco Tornabene Roccaforte, religioso e botanico italiano († 1897)
- 12 maggio - Filippo Minutilli, patriota e militare italiano († 1864)
- 13 maggio - François Pierre Barry, pittore francese († 1905)
- 13 maggio - Timoleone di Cossé-Brissac, politico francese († 1888)
- 15 maggio - Stephen Heller, compositore e pianista ungherese († 1888)
- 15 maggio - Georges-Frédéric Roskopf, inventore tedesco († 1889)
- 16 maggio - Domenico Bartolini, cardinale e storico italiano († 1887)
- 18 maggio - Franz Ludwig Fick, anatomista e patologo tedesco († 1858)
- 19 maggio - Henry Blaze de Bury, scrittore francese († 1888)
- 20 maggio - Remigio Del Grosso, astronomo e poeta italiano († 1876)
- 20 maggio - William Smith, linguista e lessicografo britannico († 1893)
- 22 maggio - Jean-Joseph Faict, vescovo cattolico belga († 1894)
- 22 maggio - Atto Tigri, medico italiano († 1875)
- 22 maggio - Richard Wagner, compositore e poeta tedesco († 1883)
- 22 maggio - Leopoldo di Borbone-Due Sicilie, principe († 1860)
- 23 maggio - Napoleon Suchet, politico, militare e nobile francese († 1877)
- 24 maggio - Francesco Fiorenzi, politico e ingegnere italiano († 1895)
- 25 maggio - Edmond de Sélys Longchamps, zoologo e politico belga († 1900)
- 28 maggio - Nicolao Galletti di San Cataldo, imprenditore e politico italiano († 1897)
- 31 maggio - Ildefonso Joaquín Infante y Macías, vescovo cattolico spagnolo († 1888)

## Giugno(17)
- 3 giugno - Alexander von Koller, generale e politico austriaco († 1890)
- 5 giugno - Édouard Baldus, fotografo francese († 1889)
- 7 giugno - Karl von Hegel, storico tedesco († 1901)
- 7 giugno - Henri Ract, politico francese († 1883)
- 8 giugno - David Dixon Porter, ammiraglio statunitense († 1891)
- 9 giugno - Hermann Lebert, medico e naturalista tedesco († 1878)
- 16 giugno - Otto Jahn, compositore e archeologo tedesco († 1869)
- 16 giugno - Louis-Charles de Maleville, ufficiale francese († 1859)
- 18 giugno - Alessandro Bianchi, avvocato e politico italiano († 1872)
- 20 giugno - Joseph Autran, poeta e drammaturgo francese († 1877)
- 21 giugno - William Edmonstoune Aytoun, avvocato e poeta britannico († 1865)
- 21 giugno - Fidelis Schabet, pittore e architetto tedesco († 1874)
- 22 giugno - Angelo Confalonieri, missionario italiano († 1848)
- 24 giugno - Henry Ward Beecher, politico statunitense († 1887)
- 24 giugno - Giuseppe Sabatelli, pittore italiano († 1843)
- 25 giugno - Julius Friedländer, numismatico tedesco († 1884)
- 27 giugno - Otto Sendtner, botanico tedesco († 1859)

## Luglio(32)
- 1º luglio - Ignazio Falzon, francescano maltese († 1865)
- 1º luglio - Filadelfo Faro, politico italiano († 1883)
- 2 luglio - Giovanni Cocchi, presbitero italiano († 1895)
- 3 luglio - Benedetto Lavecchia Guarnieri, arcivescovo cattolico italiano († 1896)
- 3 luglio - Jacinto Vera, vescovo cattolico uruguaiano († 1881)
- 4 luglio - Giacomo Caneva, fotografo e pittore italiano († 1865)
- 5 luglio - Augusto Duchoqué-Lambardi, politico italiano († 1893)
- 5 luglio - Antonio García Gutiérrez, drammaturgo spagnolo († 1884)
- 6 luglio - Jakob Imobersteg, giudice, avvocato e politico svizzero († 1875)
- 7 luglio - Gaetano Costantini, politico italiano († 1889)
- 8 luglio - Felipe Caronti, ingegnere argentino († 1883)
- 10 luglio - François Charles Octave Martenot de Cordoue, generale francese († 1868)
- 12 luglio - Francesco Saverio Abbrescia, poeta e prete italiano († 1852)
- 12 luglio - Claude Bernard, fisiologo francese († 1878)
- 12 luglio - Francisque Bouillier, filosofo francese († 1899)
- 13 luglio - Paolo Aleotti, scultore italiano († 1881)
- 13 luglio - Theophil Hansen, architetto danese († 1891)
- 17 luglio - Vincenzo Errante, patriota, politico e letterato italiano († 1891)
- 17 luglio - Charles Marville, fotografo francese († 1879)
- 18 luglio - Émile Egger, grecista, filologo classico e grammatico francese († 1885)
- 18 luglio - Pierre Alphonse Laurent, matematico francese († 1854)
- 19 luglio - Isidore Pils, pittore francese († 1875)
- 20 luglio - Antonio Masutti, pittore, disegnatore e incisore italiano († 1895)
- 21 luglio - Pietro Luigi Manzoni, nobile italiano († 1873)
- 21 luglio - Giovanni Antonio Sanguineti, politico italiano († 1883)
- 22 luglio - Salvatore Meluzzi, organista, compositore e direttore di coro italiano († 1897)
- 23 luglio - Ludwig Andreas Buchner, farmacologo tedesco († 1897)
- 26 luglio - Salvatore Tommasi, patologo italiano († 1888)
- 28 luglio - Leopoldo Cattani Cavalcanti, politico italiano († 1882)
- 28 luglio - Alberto Mazzucato, compositore e critico musicale italiano († 1877)
- 28 luglio - Prospero Richelmy, nobile, ingegnere idraulico e docente italiano († 1883)
- 30 luglio - Domenico Turazza, matematico e politico italiano († 1892)

## Agosto(22)
- 3 agosto - Francisco Serrano Bedoya, politico spagnolo († 1882)
- 4 agosto - Alessandro di Mensdorff, nobile, generale e politico austriaco († 1871)
- 5 agosto - Ivar Aasen, naturalista, glottologo e filologo norvegese († 1896)
- 7 agosto - Giovanni Barbavara di Gravellona, politico italiano († 1896)
- 7 agosto - Paulina Kellogg Wright Davis, attivista e educatrice statunitense († 1876)
- 8 agosto - Celestino Gastaldetti, politico italiano
- 8 agosto - Franziska Kinsky von Wchinitz und Tettau, contessa austriaca († 1881)
- 8 agosto - Vincenzo Malenchini, militare e politico italiano († 1881)
- 11 agosto - Kamehameha III delle Hawaii, sovrano († 1854)
- 13 agosto - Leopoldo Galeotti, avvocato, giornalista e politico italiano († 1884)
- 13 agosto - Henry F. Williams, compositore, musicista e docente statunitense
- 15 agosto - Arnold Morel-Fatio, storico e numismatico svizzero († 1887)
- 16 agosto - Giovanni Battista Borelli, politico e medico italiano († 1891)
- 16 agosto - Peter Warburton, esploratore britannico († 1889)
- 20 agosto - Diodato Pallieri, politico italiano († 1892)
- 21 agosto - Jean Servais Stas, chimico belga († 1891)
- 23 agosto - Rudolf Köpke, storico tedesco († 1870)
- 23 agosto - János Simor, cardinale e arcivescovo cattolico ungherese († 1891)
- 26 agosto - Nicaise de Keyser, pittore belga († 1887)
- 26 agosto - Harrison Reed, politico statunitense († 1899)
- 27 agosto - Giovanni Luppis, ufficiale e inventore († 1875)
- 30 agosto - Matilde Carolina di Baviera, principessa tedesca († 1862)

## Settembre(28)
- 1º settembre - Mary Grew, attivista statunitense († 1896)
- 2 settembre - Štefan Závodník, presbitero, linguista e patriota slovacco († 1885)
- 3 settembre - Giuseppe Del Drago, presbitero, teologo e patriota italiano († 1869)
- 3 settembre - Aloys Sprenger, orientalista austriaco († 1893)
- 3 settembre - Giovanni Villa Riso, politico italiano († 1884)
- 5 settembre - Carlo Burci, chirurgo italiano († 1875)
- 9 settembre - Gaetano Milanesi, storico dell'arte e paleografo italiano († 1895)
- 9 settembre - Giuseppe Pica, avvocato e politico italiano († 1887)
- 12 settembre - Enrico Besana, patriota e politico italiano († 1877)
- 13 settembre - William Augustus Barstow, politico e banchiere statunitense († 1865)
- 13 settembre - József Eötvös, scrittore e politico ungherese († 1871)
- 13 settembre - Auguste Maquet, scrittore e drammaturgo francese († 1888)
- 13 settembre - John Sedgwick, insegnante e generale statunitense († 1864)
- 14 settembre - August von Krempelhuber, botanico tedesco († 1882)
- 16 settembre - Cornelio Desimoni, storico e numismatico italiano († 1899)
- 17 settembre - Giovanni Battista Culiolo, patriota italiano († 1871)
- 17 settembre - John Jabez Edwin Mayall, fotografo e politico britannico († 1901)
- 21 settembre - Pierre-Alfred Grimardias, vescovo cattolico francese († 1896)
- 21 settembre - Gherardo Strucchi, medico, patriota e giornalista italiano († 1874)
- 22 settembre - Andrew Bloxam, botanico, naturalista e prete britannico († 1878)
- 22 settembre - Antonio Brilla, scultore e pittore italiano († 1891)
- 24 settembre - Zefirino Agostini, presbitero italiano († 1896)
- 24 settembre - Gerardo Barrios, politico e generale salvadoregno († 1865)
- 29 settembre - Filippo Andrea V Doria Pamphili, nobile e politico italiano († 1876)
- 29 settembre - Frederick Henry Ambrose Scrivener, biblista britannico († 1891)
- 30 settembre - Carlo Ferrari, pittore italiano († 1871)
- 30 settembre - John Rae, esploratore britannico († 1893)
- 30 settembre - Carlo di Schleswig-Holstein-Sonderburg-Glücksburg, nobile († 1878)

## Ottobre(31)
- 1º ottobre - Savino Savini, patriota e drammaturgo italiano († 1859)
- 2 ottobre - Auguste André Thomas Cahours, chimico francese († 1891)
- 2 ottobre - Claudius Schraudolph il Vecchio, pittore e litografo tedesco († 1891)
- 3 ottobre - Alexandre Bida, pittore, incisore e disegnatore francese († 1895)
- 7 ottobre - Massimiliano Garuglieri, fantino italiano († 1852)
- 8 ottobre - Friedrich von Fürstenberg, cardinale e arcivescovo cattolico austriaco († 1892)
- 8 ottobre - Carl Amand Mangold, compositore e direttore d'orchestra tedesco († 1889)
- 9 ottobre - Georg Waitz, storico e politico tedesco († 1886)
- 10 ottobre - Giuseppe Verdi, compositore e politico italiano († 1901)
- 11 ottobre - Alessandro Revera, pittore italiano († 1895)
- 11 ottobre - Louis Veuillot, giornalista e scrittore francese († 1883)
- 13 ottobre - Facundo Bacardi, imprenditore spagnolo († 1886)
- 13 ottobre - Imre Henszlmann, architetto, storico dell'arte e archeologo slovacco († 1888)
- 15 ottobre - Antonietta Bisi, pittrice italiana († 1866)
- 15 ottobre - Giacomo Filippo Lacaita, avvocato, docente e politico italiano († 1895)
- 17 ottobre - Georg Büchner, scrittore e drammaturgo tedesco († 1837)
- 18 ottobre - Camillo Minieri Riccio, storico e archivista italiano († 1882)
- 18 ottobre - Ferdinand von Miller, scultore tedesco († 1887)
- 19 ottobre - Odoardo Agnelli, vescovo cattolico e diplomatico italiano († 1878)
- 20 ottobre - Nicolò Maggioncalda, politico italiano († 1878)
- 21 ottobre - Giuseppina di Baden, principessa († 1900)
- 23 ottobre - Teresa Brambilla, soprano italiano († 1895)
- 23 ottobre - Ludwig Leichhardt, esploratore tedesco († 1848)
- 23 ottobre - Félix Ravaisson, filosofo e archeologo francese († 1900)
- 25 ottobre - Ulisse Bandera, politico italiano († 1887)
- 26 ottobre - Frédéric Flachéron, scultore e fotografo francese († 1883)
- 28 ottobre - Caterina Bon Brenzoni, poetessa e scrittrice italiana († 1856)
- 29 ottobre - Domenico Merlo, politico italiano († 1890)
- 29 ottobre - Eugène Pelletan, politico e scrittore francese († 1884)
- 29 ottobre - Camille Polonceau, ingegnere francese († 1859)
- 30 ottobre - Gustave de Martinel, politico francese († 1901)

## Novembre(25)
- 1º novembre - Pierfrancesco Leopardi, nobile italiano († 1851)
- 2 novembre - Giacomo Conti, pittore italiano († 1888)
- 5 novembre - Costantino Crisci, politico italiano († 1900)
- 6 novembre - Maria Crocifissa Di Rosa, religiosa italiana († 1855)
- 6 novembre - Giuseppe Fogazzaro, presbitero e insegnante italiano († 1901)
- 6 novembre - Noël Guéneau de Mussy, medico francese († 1885)
- 7 novembre - Giovanni Brandani, fantino italiano († 1839)
- 9 novembre - Ludwig von Urlichs, archeologo e filologo classico tedesco († 1889)
- 11 novembre - Saverio Friscia, patriota, politico e anarchico italiano († 1886)
- 11 novembre - Luigi Incisa Beccaria di Santo Stefano, militare italiano († 1900)
- 13 novembre - Petar II Petrović-Njegoš, serbo († 1851)
- 13 novembre - Allen G. Thurman, politico statunitense († 1895)
- 15 novembre - John L. O'Sullivan, giornalista, editore e ambasciatore statunitense († 1895)
- 16 novembre - Melchior Josef Martin Knüsel, politico svizzero († 1889)
- 17 novembre - Charles Blanc, poeta e critico d'arte francese († 1882)
- 17 novembre - Giovanni Eroli, scrittore, storico e storico dell'arte italiano († 1904)
- 24 novembre - Nikolaj Platonovič Ogarëv, poeta e politico russo († 1877)
- 27 novembre - Michele Puccini, compositore italiano († 1864)
- 28 novembre - Alberto Cavalletto, politico italiano († 1897)
- 29 novembre - Franc Miklošič, filologo e linguista sloveno († 1891)
- 30 novembre - Louise-Victorine Ackermann, poetessa francese († 1890)
- 30 novembre - Charles-Valentin Alkan, pianista e compositore francese († 1888)
- 30 novembre - Gaspard Adolphe Chatin, medico, micologo e botanico francese († 1901)
- 30 novembre - Hermann Kurz, poeta e romanziere tedesco († 1873)
- 30 novembre - Pacifico Valussi, giornalista e politico italiano († 1893)

## Dicembre(36)
- 1º dicembre - Ann Preston, medico, docente e attivista statunitense († 1872)
- 2 dicembre - Melchior de Marion Brésillac, missionario e vescovo cattolico francese († 1859)
- 3 dicembre - Rajendra Bikram Shah, re nepalese († 1881)
- 4 dicembre - Giovita Lazzarini, patriota e politico italiano († 1849)
- 4 dicembre - Giacomo Mattei, politico italiano († 1886)
- 5 dicembre - Aimé-Louis Champollion, storico, bibliotecario e archivista francese († 1894)
- 5 dicembre - Gennadij Ivanovič Nevel'skoj, navigatore e esploratore russo († 1876)
- 6 dicembre - Romualdo Belloli, pittore e incisore italiano († 1890)
- 6 dicembre - Giuseppe Maria Bravi, vescovo cattolico italiano († 1860)
- 6 dicembre - Balthazar De Polhes, generale francese († 1904)
- 7 dicembre - Ondrej Caban, patriota, presbitero e scrittore slovacco († 1860)
- 8 dicembre - Adolph Kolping, presbitero tedesco († 1865)
- 9 dicembre - Nicolas Adames, arcivescovo cattolico lussemburghese († 1887)
- 10 dicembre - Serafino Capezzuoli, medico italiano († 1888)
- 10 dicembre - Errico Petrella, compositore italiano († 1877)
- 12 dicembre - Jakob August Lorent, archeologo, chimico e fotografo tedesco († 1884)
- 13 dicembre - Tancredi De Riso, imprenditore e politico italiano († 1890)
- 13 dicembre - Giulio Rezasco, storico e politico italiano († 1894)
- 14 dicembre - Antonia Werr, religiosa tedesca († 1868)
- 16 dicembre - Georges Darboy, arcivescovo cattolico francese († 1871)
- 16 dicembre - Adriano Mari, politico italiano († 1887)
- 17 dicembre - Ekaterina Sergeevna Šeremeteva, nobildonna russa († 1890)
- 19 dicembre - Jacopo Bernardi, presbitero, educatore e patriota italiano († 1897)
- 19 dicembre - Nelson Dewey, politico statunitense († 1889)
- 19 dicembre - Luigi Mussini, pittore e compositore di scacchi italiano († 1888)
- 21 dicembre - George Daniel Schenkel, teologo svizzero († 1885)
- 22 dicembre - Jean-Gustave Courcelle-Seneuil, economista e giornalista francese († 1892)
- 22 dicembre - Algernon Seymour, XIV duca di Somerset, nobile britannico († 1894)
- 25 dicembre - Antoine Jean Jacques Eugène Paulze d'Ivoy, generale francese († 1893)
- 25 dicembre - Friedrich Wilhelm Weber, poeta e politico tedesco († 1894)
- 25 dicembre - Giovanni de Rubertis, dirigente pubblico, traduttore e poeta italiano († 1889)
- 27 dicembre - Vasilij Matveevič Babkin, navigatore e cartografo russo († 1876)
- 29 dicembre - Alexander Parkes, inventore e chimico inglese († 1890)
- 31 dicembre - Henry Bence Jones, medico e chimico inglese († 1873)
- 31 dicembre - Edward Thomas, antiquario e numismatico inglese († 1886)
- 31 dicembre - Giuseppe Vayra, militare italiano († 1882)

## Senza giorno specificato(41)
- William Acton, medico e saggista inglese († 1875)
- Thomas Andrews, chimico irlandese († 1885)
- Pacifico Barilari, matematico e idrologo italiano († 1898)
- Antonio Bonamici, letterato italiano († 1898)
- Alessandro Borella, giornalista e politico italiano († 1868)
- José Borjes, generale spagnolo († 1861)
- Carlo Alberto Bosi, poeta e patriota italiano († 1886)
- Jenny Bossard-Biow, fotografa tedesca
- Domenico Bresolin, pittore e fotografo italiano († 1900)
- Francesco Cedrelli, politico italiano († 1876)
- Francesco Colombani, politico italiano († 1864)
- Damat Mehmed Ali Pascià, politico e diplomatico ottomano († 1868)
- Angiolo Del Punta, avvocato e politico italiano († 1881)
- Angelo Dubini, dermatologo italiano († 1902)
- Harvey Lonsdale Elmes, architetto britannico († 1847)
- Luigi Frari, politico italiano († 1898)
- Adolphe Joanne, editore e giornalista francese († 1881)
- Kıbrıslı Mehmed Emin Pascià, politico ottomano († 1871)
- Eduard Lumpe, medico austriaco († 1876)
- Stephen Russell Mallory, politico statunitense († 1873)
- Salvatore Maniscalco, funzionario italiano († 1864)
- Mary Field, astronoma e fotografa inglese († 1885)
- Mullā Ḥusaīn, iraniano († 1849)
- José Tomás Nabuco de Araújo, politico brasiliano († 1878)
- Claude Dominique Napias, attivista francese († 1871)
- Pietro Negrisolo, incisore italiano († 1890)
- Marcos Paz, politico argentino († 1868)
- Prudenzio Piccioli, scultore italiano († 1883)
- Carl Ploug, scrittore danese († 1894)
- August Pollmann, entomologo tedesco († 1898)
- Oscar Gustave Rejlander, fotografo e pittore svedese († 1875)
- Karel Sabina, scrittore ceco († 1877)
- Johannes Conrad Schauer, botanico tedesco († 1848)
- Ignaz Rudolph Schiner, entomologo austriaco († 1873)
- Frederick Scott Archer, fotografo britannico († 1857)
- José Gregorio Suárez, militare uruguaiano († 1879)
- John Thomas, scultore e architetto inglese († 1862)
- Tun Mutahir di Pahang, sovrano malese († 1863)
- Felice Varesi, baritono italiano († 1889)
- Ignazio Villa, scultore e pittore italiano († 1895)
- Joseph Whittaker, botanico inglese († 1894)